# 魁北克会议

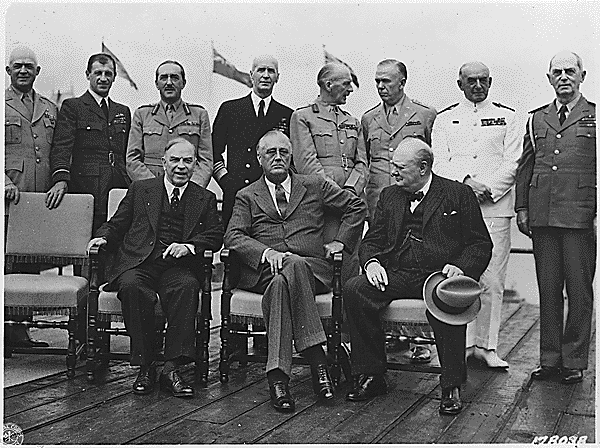
合影，前排加拿大首相金恩，美国总统罗斯福，英国首相丘吉尔，后排是亨利·阿诺德将军，空军上将查尔斯·波特尔，艾伦·布鲁克将军，海军上将欧内斯特·金，陆军元帅约翰·迪尔爵士，乔治·马歇尔将军，海军上将达德利·庞德，海军上将威廉·D·莱希。

魁北克会议是在二战期间的一次美国和英国两国政府的高级军事会议。会议于1943年8月17日至8月24日在魁北克市召开。会议在星形碉堡要塞和芳堤娜古堡酒店举行。主要与会人员有丘吉尔，罗斯福和加拿大总理威廉·莱昂·麦肯齐·金。